# Таланники
Тала́нники (Большие Таланники) — бывшая деревня в Юрьянском районе Кировской области. На 2010 год население отсутствует.

## История
Первоначальное название — Поломская. Входила в Верходворскую волость Орловского уезда Вятской губернии. Позднее — в Верховинский район.

## Население
По списку населённых мест Российской империи в 1859 году в деревне жило 65 мужчин и 68 женщин, имелось 15 дворов и сельское управление.  Рядом располагался безымянный родник. 
| 2010 |
| ---- |
| 0    |